# Benjamín Delgado
Benjamín Delgado (ur. 1 czerwca 1897 w San Lorenzo – zm. 4 listopada 1953) – argentyński piłkarz, grający podczas kariery na pozycji napastnika.

## Kariera klubowa
Benjamín Delgado piłkarską karierę rozpoczął w San Fernando Buenos Aires w 1923. W 1926 był zawodnikiem Atlanty Buenos Aires, po czym przeszedł do Boca Juniors. Z Boca Juniors zdobył mistrzostwo Argentyny w 1926.
W 1928 występował w Argentinos Juniors Buenos Aires, a w latach 1930–1932 ponownie w Atlancie. Ostatnim jego klubem było CA Tigre, w którym zakończył karierę w 1933.

## Kariera reprezentacyjna
W reprezentacji Argentyny Delgado występował w latach 1923–1926. W reprezentacji zadebiutował 20 maja 1923 w przegranym 1:2 meczu z Paragwajem, którego stawką było Copa Rosa Chevallier Boutell.
W 1926 wystąpił w Mistrzostwach Ameryki Południowej. 
Na turnieju w Santiago wystąpił we wszystkich czterech meczach z Boliwią (bramka), Paragwajem (2 bramki), Urugwajem i Chile, który był jego ostatnim meczem w reprezentacji. Ogółem w barwach albicelestes wystąpił w 9 meczach, w których zdobył 3 bramki.
| Mecze i gole w reprezentacji | Mecze i gole w reprezentacji | Mecze i gole w reprezentacji | Mecze i gole w reprezentacji | Mecze i gole w reprezentacji | Mecze i gole w reprezentacji | Mecze i gole w reprezentacji |
| #                            | Data                         | Miasto                       | Przeciwnik                   | Gol                          | Wynik                        | Rozgrywki                    |
| ---------------------------- | ---------------------------- | ---------------------------- | ---------------------------- | ---------------------------- | ---------------------------- | ---------------------------- |
| 1.                           | 20.05.1923                   | Buenos Aires                 | Paragwaj                     |                              | 1:2                          | Copa Chevallier Boutell      |
| 2.                           | 25.05.1923                   | Buenos Aires                 | Paragwaj                     |                              | 1:0                          | Copa Chevallier Boutell      |
| 3.                           | 22.07.1923                   | Montevideo                   | Urugwaj                      |                              | 2:2                          | Gran Premio Uruguayo         |
| 4.                           | 29.05.1926                   | Buenos Aires                 | Paragwaj                     |                              | 2:1                          | Copa Chevallier Boutell      |
| 5.                           | 03.06.1926                   | Buenos Aires                 | Paragwaj                     |                              | 2:1                          | Copa Chevallier Boutell      |
| 6.                           | 16.10.1926                   | Santiago                     | Boliwia                      | Gol                          | 5:0                          | Copa América                 |
| 7.                           | 20.10.1926                   | Santiago                     | Paragwaj                     | Gol · Gol                    | 8:0                          | Copa América                 |
| 8.                           | 24.10.1926                   | Santiago                     | Urugwaj                      |                              | 0:2                          | Copa América                 |
| 9.                           | 31.10.1926                   | Santiago                     | Chile                        |                              | 1:1                          | Copa América                 |